# 煌如星シリーズ
『煌如星シリーズ』（こうじょせいシリーズ）は、藤田あつ子による、中国・清朝を舞台にした推理漫画シリーズ。当初は『ミステリーボニータ』（秋田書店）に掲載され、後に『歴史ロマンDX』（角川書店）に掲載の場を移しているが、雑誌の休刊に伴い、執筆もストップしている。

## ストーリー
県知事として浙江省寧波に赴任した煌如星。如星は同行して来た幼馴染みの薛祥や、着任後、自身に何かとちょっかいを出すようになった上司の董昌熾（淑人）と共に、殺人事件や庁内の汚職などの様々な騒動を解決していく。
やがて淑人のミスで県知事を罷免されると、今度は国内各地を転々としながら数々の難事件を解決していくようになる。鮮やかなその手並みにより、官僚時代から「煌美人（こうびじん）」と渾名されていた容姿の端麗さに加え、「芝居の包公のようだ」との評判も立ち、ますます町の人々から相談を持ち掛けられるようになる。

## シリーズ一覧
1988年から1998年にかけて、ボニータコミックス及びあすかコミックスDXで発行（「紅雨」以降はあすかコミックスDXのみ）。
- 桃花流水（とうかりゅうすい） ISBN 9784253092203
- 紅花怨（こうかえん） ISBN 9784253093170
- 幽蘭露（ゆうらんろ） ISBN 9784253093378
- 楊柳春（ようりゅうしゅん） ISBN 9784253093408
- 雪裏春（せつりしゅん） ISBN 9784253093255
- 天女木蘭（てんにょもくらん） ISBN 9784253093446
- 春夢（しゅんむ） ISBN 9784253093316
- 紅雨（こうう） ISBN 9784048525824
- 春城飛花（しゅんじょうひか） ISBN 9784048526210
- 流鶯（りゅうおう） ISBN 9784048526838
- 日本刀歌（にほんとうのうた） ISBN 9784048527729
- 疎影残香（そえいざんこう） ISBN 9784048529037
- 愛蔵版「桃花流水」 ISBN 9784821174362

## 主要登場人物
煌如星（こう じょせい）
主人公。鋭い観察力と明晰な頭脳で数々の殺人事件や騒動を解決していく。長身と恵まれた体格、都でも評判の美しさを併せ持つが、それを生かせないお堅い性格である為、如星本人は自らの美貌を煩わしく思っている。生真面目で根は優しいが、決して不正を見過ごさず、好奇心旺盛。ただし、この時代の官僚によくある芸術的な素養に優れているような様子はなく、特に歌については音痴。
15歳の時に状元で進士となり、17歳で寧波県知事に就任した俊英。その容色・聡明さ・清廉潔白で公平な人柄で皇上（皇帝）の寵臣となり、破格の栄誉である南書房行走まで務めるが、若くして異例の出世を遂げた事で、高官達の思惑に翻弄されるようになる。やがて、そんな生活より人民の直接の手助けとなる仕事をと、地方官への降格を願い出て県知事となった。評判の県知事として腕を揮っていたある日、上司である淑人のうっかりミスで罷免になってしまい、以降は各地を転々としながら事件の解決に当たるようになる。世間には、地方官への降格は皇上の寵愛が離れて捨てられたのだとの専らの噂だが、実はむしろ如星の我儘を皇上が許した形であり、国内を放浪していた如星を後に皇上は呼び戻している。
薛祥（せつ しょう）
退屈しのぎに如星の寧波赴任に着いて来た、2歳年下の幼馴染み。美人に弱く無限の食欲を誇り、普段は食べ物の事しか考えていないが、鋭い勘と行動力と体の身軽さで、事件の真相に辿り着く事もある。また、霊感が強く、幽霊絡みの事件を解決に導いたことが何度もある（ちなみに如星は霊感無し）。特技は泳ぎで、小柄な体格を気にしており、チビと言われると「唯一の欠点を突かれた」と怒る。北京のドケチとがめつさで評判な豪商の令息で、如星とは父同士も付き合いがあり、女として生まれたら婚約するはずであった。約束していた科挙の勉強をサボり続けた為、如星により寄宿制の名門校・崇文書院に入れられてしまう。祥自身は賭け麻雀やクラスメイトとの付き合いなどで学園生活を満喫しているが、如星には手間の掛かる弟分としてうるさがられてはいても、遠慮なく普通に接してくれる数少ない理解者として、離れての生活を寂しがられている。
董昌熾（とう しょうし）
浙江省巡撫（長官）で、県知事時の如星の上司。字は淑人（しゅくじん）で、同格の親しい友人達からそう呼ばれている。容姿端麗で教養もある秀才だが、美人が大好きな遊び人のお坊ちゃんで、赴任して間もなく目にした如星を気に入り、何かとちょっかいを出している。しかしその軽薄さから、如星には倦厭されている。ある日、適当に書類の押印作業をしている内、お堅い如星をやっかむ官吏が提出した如星の罷免願いにも判を押してしまい、彼を罷免させてしまう。自分が罷免させてしまった事はかなり堪えたようだが、不真面目な仕事振りは反省していないという、いい加減な性格。
費莫英華（ひばくえいか）
満州族出身の世襲一等公爵。主に皇上の周囲の警護をしている模様だが、実際の戦場経験者である英華にとって、現職はお飾りでしかなく不満。しかし皇上の事はいたく尊敬しており、信任も厚い。如星が皇上に仕えていた頃からの理解者で、如星に身を守る術を授け、何度も命を救った恩人でもある。
冰心（ひょうしん）
北京で暮らす、如星のただ一人の妻。評判の美人で聡くキッパリと物を言うしっかり者。如星にもハッキリと意見はするが、仲は決して悪くはなく、如星の県知事赴任や放浪時代も日常品などの差し入れや手紙の遣り取りを何度もしている。